# Хярё, Лаури
Лаури Яакоппи Хярё (фин. Lauri Jaakoppi Härö; 8 июня 1899, Мянтюхарью, Санкт-Михельская губерния — 30 марта 1980, Хельсинки) — финский спринтер. До 1922 года Хярё выступал за клуб «Viipurin Reipas» (Выборг), затем за «Kotkan Into» (Котка). Соревновался в беге на 100 м, 200 м и 4 × 100 м на Летних Олимпийских играх 1924 года, но не смог выйти в финал.
После окончания спортивной карьеры работал старшим лесничим в Главном лесном управлении Финляндии.